# Сонне
Сонне (фр. Sonnay) — коммуна во Франции, находится в регионе Рона — Альпы. Департамент коммуны — Изер. Входит в состав кантона Руссийон. Округ коммуны — Вьенн.
Код INSEE коммуны — 38496. Население коммуны на 1999 год составляло 959 человек. Населённый пункт находится на высоте от 225  до 407  метров над уровнем моря. Муниципалитет расположен на расстоянии около 440 км юго-восточнее Парижа, 50 км южнее Лиона, 70 км западнее Гренобля. Мэр коммуны — M. Alain Gelas, мандат действует на протяжении 2001—2008 гг.
Динамика населения (INSEE):